# الخطوط الجوية الجزائرية
الخطوط الجوية الجزائرية، هي شركة طيران والناقل الوطني للجزائر، يقع مقرها الرئيسي في منطقة شارع موريس اودان بوسط العاصمة ، وتدير عملياتها الرئيسية من مطار هواري بومدين الدولي إلى 75 وجهة في كل من أوروبا، أمريكا الشمالية، أفريقيا، وآسيا، والشرق الأوسط، بالإضافة إلى 32 وجهة داخلية، وتمتلك الخطوط الجوية الجزائرية عضوية في اتحاد النقل الجوي الدولي  والاتحاد العربي للنقل الجوي  واتحاد شركات الطيران الأفريقية.
الخطوط الجوية الجزائرية في طريقها لتوسيع اتفاقيات المشاركة بالرمز، برنامج المسافر الدائم وصالون مطار مع أعضاء تحالف سكاي تيم وذلك من أجل الوصول إلى متطلبات طلب العضوية بالتحالف، كما أنها طلبت الإنضمام لتحالف ستار أو تحالف سكاي تيم، وقد بدأت بعمل شراكة مع الناقل الألماني لوفتهانزا.
في عام 2018، وصل عدد المسافرين على رحلات الخطوط الجوية الجزائرية إلى 6.5 مليون مسافر.

## التاريخ

### السنوات الأولى

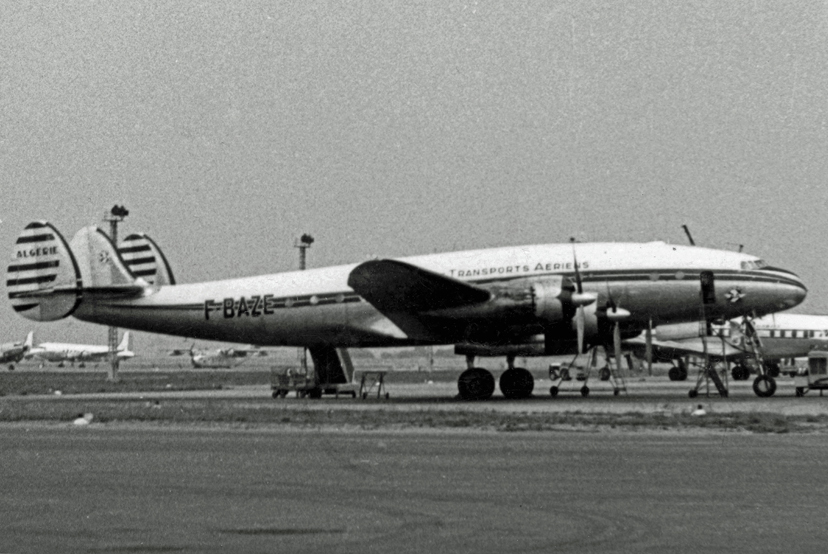
الخطوط الجوية الجزائرية لوكهيد كونستليشن ذات تسجيل فرنسي في مطار باريس أورلي في عام 1957.

في عام 1946 تأسست الشركة العامة للنقل الجوي (بالفرنسية: Compagnie Générale de Transports Aériens (CGTA)‏، وقد بدأت القيام برحلاتها بين الجزائر وأوروبا في عام 1947، في نهاية العقد كانت الشركة تقوم برحلات بين الجزائر وعنابة، بازل، جنيف، باريس، مارسيليا، فيليبفيل وتولوز، في عام 1952 تم إضافة ثلاثة طائرات من نوع سود-ويست بريطانيا ذات 34 مقعد إلى أسطولها المتكون من 7 طائرات دوغلاس دي سي-3.
في أواخر أربعينيات القرن العشرين تأسست شركة النقل الجوي (بالفرنسية: Compagnie Air Transport)‏، فرع من شركتي الخطوط الجوية الفرنسية والشركة العامة عبر الأطلسي لربط الجزائر، قسنطينة ووهران مع ليون، مارسيليا، باريس، بازل وتولوز، وموسميا مع لندن، دوفيل ولو توكيه، بعد عام 1951 تدهورت الحركة الجوية مما أُخد الإندماج بين الشركة العامة للنقل الجوي وشركة النقل الجوي بعين الإعتبار.
تم الإندماج بين الشركتين لإنشاء الشركة العامة للنقل الجوي الجزائرية (بالفرنسية: Compagnie Générale de Transports Aériens Air Algérie)‏ وكان ذلك في 32 ماي 1953، بدأت الخطوط الجوية الجزائرية عملياتها بأسطول متكون من خمس طائرات دوغلاس دي سي-3، ثلاث دوغلاس دي سي-4، 6 طائرات سود-ويست بريطانيا وبروجيت 761، بعد الإندماج بدأت الشركة القيام برحلات موسمية إلى أجاكسيو، كليرمون، مونبلييه وبيربينيا، بالإضافة لسويسرا، كما أنها كانت تقوم بتوقفات إسبوعية في بالما ضمن شراكة مع أفياكو، الخطوط الجوية التجارية عبر البحر المتوسط كانت تمتلكها الخطوط الجوية الفرنسية بنسبة 54% ضمن إتفاق بين الشركتين أما الباقي كان للخطوط الجوية الجزائرية، تم إضافة مدينة الريفييرا الفرنسية ضمن الوجهات الدولية.
في يوليو 1957 تم إضافة طائرتين من نوع نورد نوراطلس للأسطول، تقدمت الخطوط الجوية الجزائرية بطلب طائرة سود أفياسيون كارافيل في بداية 1958 وأصبحت أول شركة فرنسية خاصة تقوم بذلك. واستلمت أول طائرة في يناير من عام 1960، حيث كانت أسياسية في خط الجزائر باريس آنذاك، كما أنها استعملت في ربط عنابة بباريس ووهران بباريس أيضا في الأشهر اللاحقة، بحلول أبريل 1960 كان الأسطول يتألف من 3 دوغلاس دي سي-3، 10 دوغلاس دي سي-4 و 2 لوكهيد إل-749 كونستليشن وثلاثة نورد نوراطلس.

### ما بعد الاستقلال

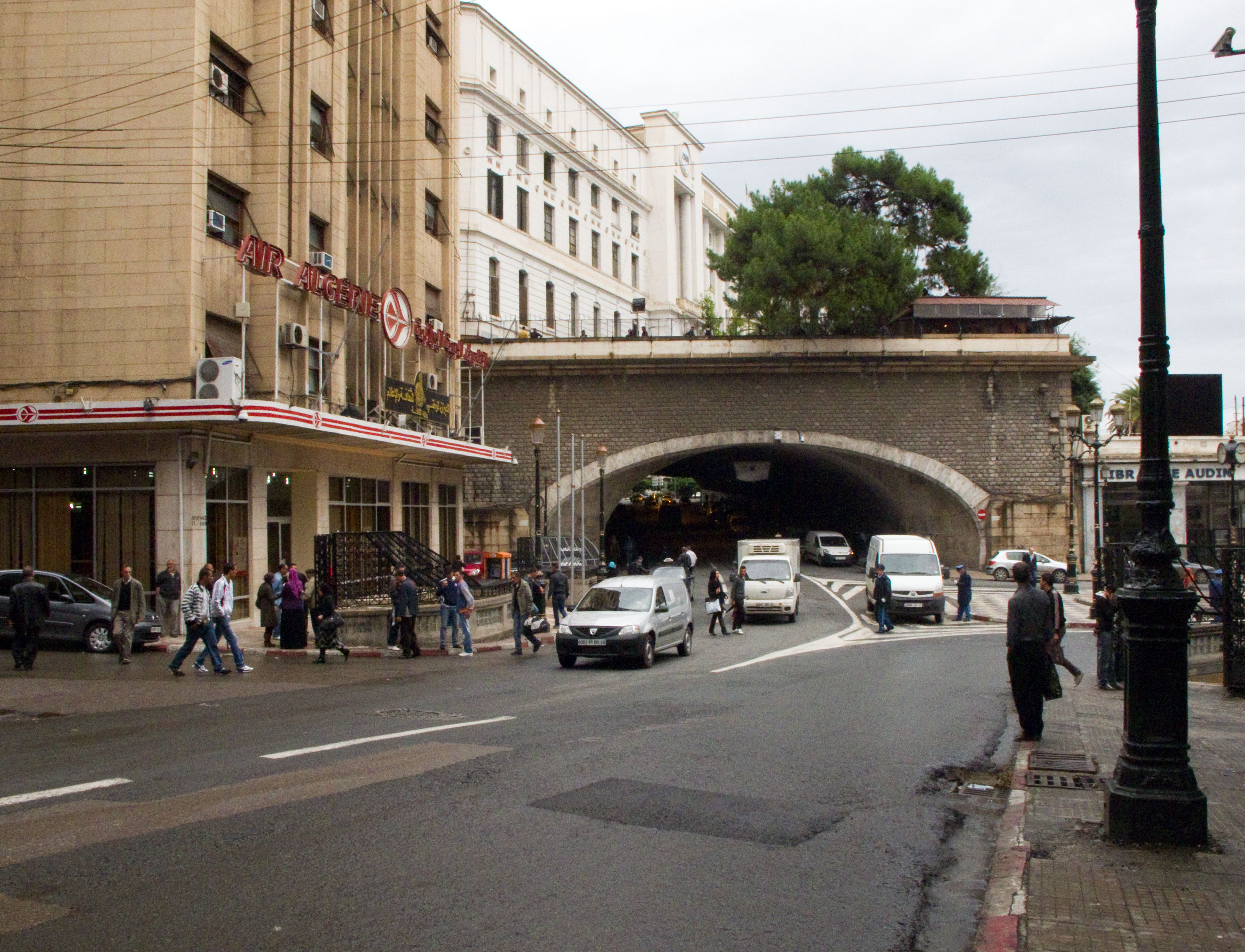
المقر الإجتماعي للخطوط الجوية الجزائرية

الشركة العامة عبر الأطلسي وشركة الملاحة المختلطة كانتا المالكتين للخطوط الجوية الجزائرية بنسبة 98% حتى الإستقلال عام 1962، تغيرت الهيكلة المالية في مارس 1963 عند تخلي الشركتين المالكتين والخطوط الجوية الفرنسية عن 31% من أسهم الخطوط الجوية الجزائرية، استحوذت الحكومة الجزائرية على 51% من الشركة، في أبريل 1964 أصبحت الخطوط الجوية الجزائرية الناقل الوطني للجزائر، مما زاد من إمتلاك الحكومة لنسبة 57% من الشركة، في ذلك الشهر قامت الشركة بطلب طائرتي إليوشن إل-18 في محاولة لربط الجزائر مع موسكو ، استلمت الخطوط الجوية الجزائرية طائرة واحدة فقط، ثم ألغي الطلب لاحقا، أما طائرة إل-18 التي تم اقتناؤها فقد كانت تشغل من طرف الحكومة. في أبريل 1968 كان أسطول الخطوط الجوية الجزائرية متكون من 8 طائرات دوغلاس دي سي-4، ذلك العام تم ضم أربعة طائرة كونفير 440 للأسطول وتم تحويلها لموديلات 640، الطائرات تم جلبها لخلافة طائرات الدي سي-4 الهرمة، إزداد نشاط الشركة بنسبة 20%.

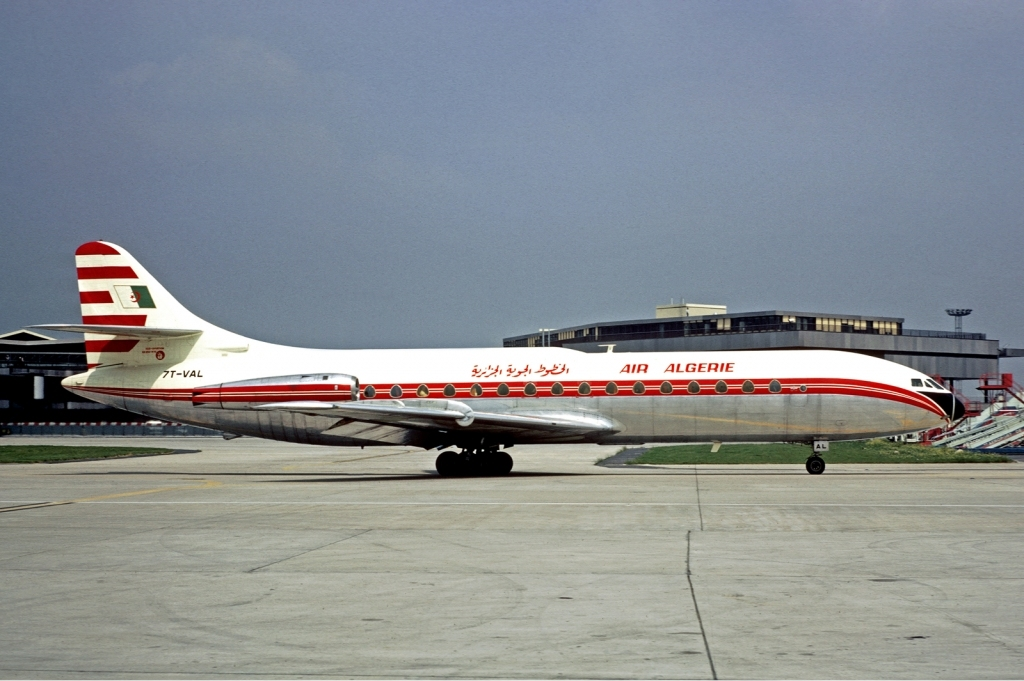
سود أفياسيون كارافيل تابعة للخطوط الجوية الجزائرية في مطار باريس أورلي في عام 1971م.

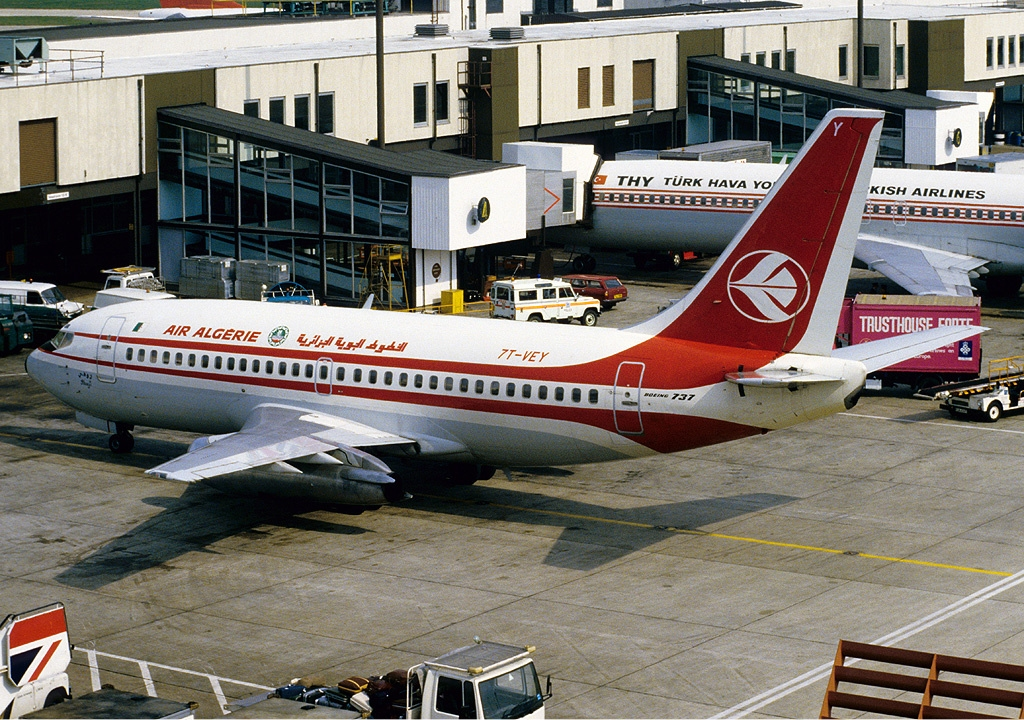
بوينغ 737-200 سنوات التسعينات

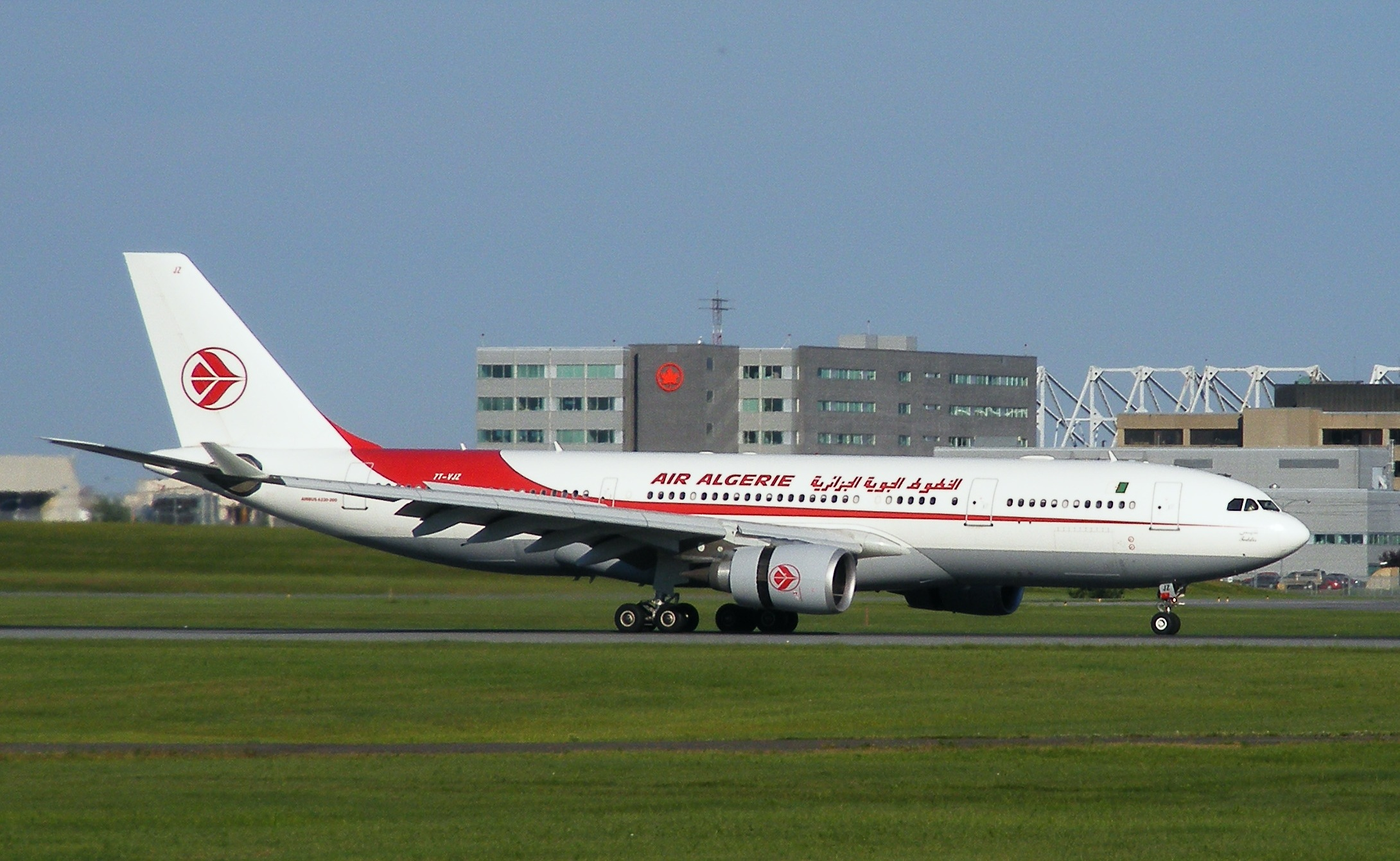
رحلة على الخطوط الجوية الجزائرية Airbus A330-200 d'Air Algérie (مونتريال)، (كندا)

بحلول مارس من عام 1970 كانت الحكومة الجزائرية تملك 83% من الخطوط الجوية الجزائرية، في ذلك الوقت كان الأسطول يتكون من بوينغ 737-200، 5 كارافيل، 4 كونفير 640، 3 دوغلاس دي سي-3 ودي سي-4 واحدة ، في ماي 1972 قامت الخطوط الجوية الجزائرية بامتلاك شركة العمل للنقل الجوي (بالفرنسية: Société de Travail Aérien)‏ وهي شركة طيران محلية أسست في عام 1968 ، في أغسطس تم طلب ثلاث طائرات فوكر إف27-400 بعقد قيمته 2.5 £ ، في سبتمبر تم طلب طائرة أخرى من نوع بوينغ 737 ، في عام 1972 قامت الحكومة الجزائرية باستحواذ كامل للخطوط الجوية الجزائرية بنسبة 100%، بعدما قامت بضم 17.74% المتبقية التي كانت تمتلكها الخطوط الجوية الفرنسية ، تم افتتاح خط جديد لربط الجزائر مع كراتشي في عام 1975، في نوفمبر 1979 تم وضع طلبية بقيمة 62 مليون دولار لشراء أربعة طائرات بوينغ 727.
في يوليو 1980، أسطول الخطوط الجوية الجزائرية كان يتألف من 14 غرومان إيه جي كيت، 6 طائرات بوينغ 727-200، عشرة بوينغ 737-200، ثلاثة بوينغ 737-200 سي، بوينغ 747-200 سي واحدة، شيروكي سيكس واحدة، 2 كونفير 640، دوغلاس دي سي 8-63 سي أف واحدة، ايروسباسيال إن 262 واحدة، 18 بيتش كرافت كوين إير ، في يناير 1981 قامت الشركة بطلب ثلاثة طائرات لوكهيد إل-100-30 ، أواخر يونيو من نفس السنة سلمت أول طائرة ، في نوفمبر 1981 استلمت الشركة طائراتها البوينغ 727-200 و737-200 ، بحلول عام 1983، قامت الشركة بطلب ثلاثة طائرات بوينغ 737-200 بقيمة 50 مليون دولار ، أصبحت الخطوط الجوية الجزائرية زبون شركة إيرباص رقم 48 وذلك بوضع طلبية لشراء طائرتين إيرباص إيه 310 في 1984 ، في ذلك العام تم إنشاء شركة الخطوط الداخلية الجزائرية (بالفرنسية: Lignes Intérieures Algériennes)‏ التي كانت تقوم برحلات داخلية باستعمال طائرة فوكر إف27، في مارس 1985 كانت تقوم برحلات نحو كل من أدرار، بشار[ ؟ ]، برج باجي مختار، جانت، المنيعة، غرداية، حاسي مسعود، إليزي، عين صالح، عين أمناس، وهران، ورقلة، تمنراست وتيميمون.
في مارس 1985 كان عدد موظفي الخطوط الجوية الجزائرية قد وصل إلى 6,788 موظف ، في عام 1989 قامت الخطوط الجوية الجزائرية بطلب 3 طائرات بوينغ767-300 بقيمة 264 مليون دولار ، الخطوط الجوية الجزائرية وشركة سوناطراك قامتا بإنشاء شركة طيران الطاسيلي في 1997، حصة الخطوط الجوية الجزائرية البالغة 49% استحوذت عليها سوناطراك في عام 2005.

## معرض الصور

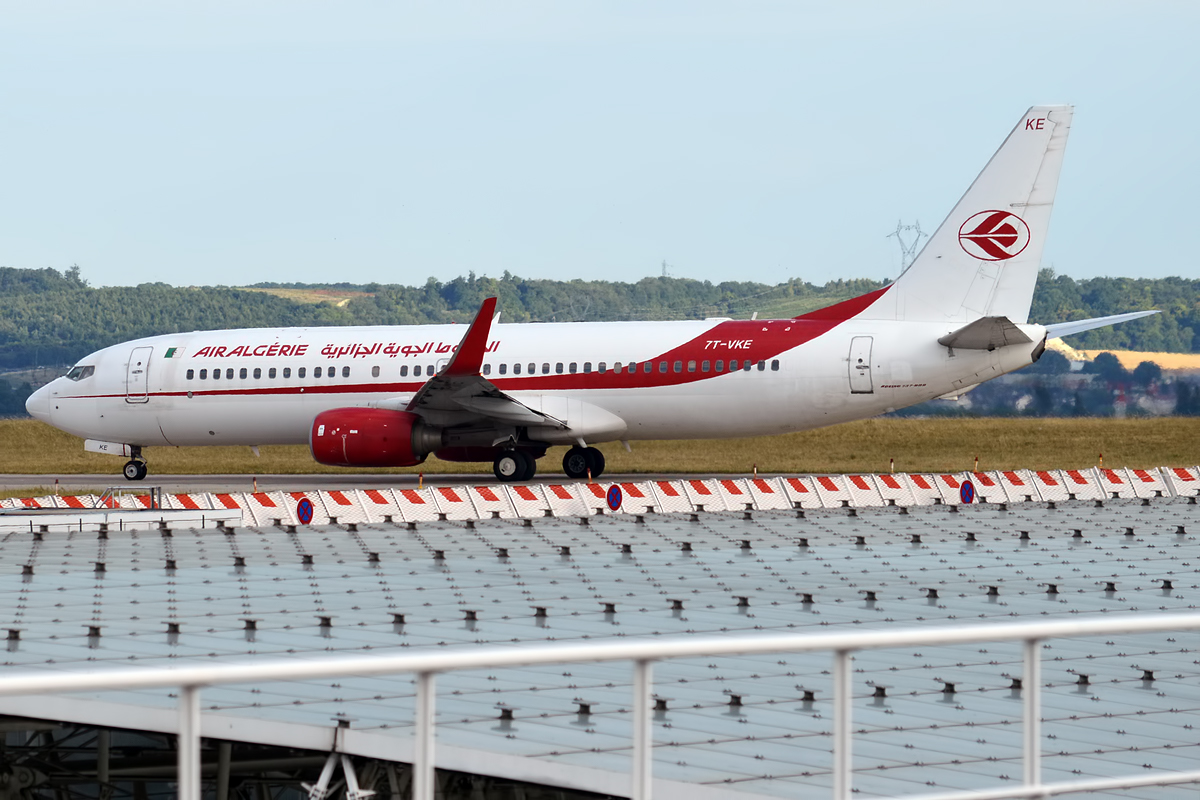
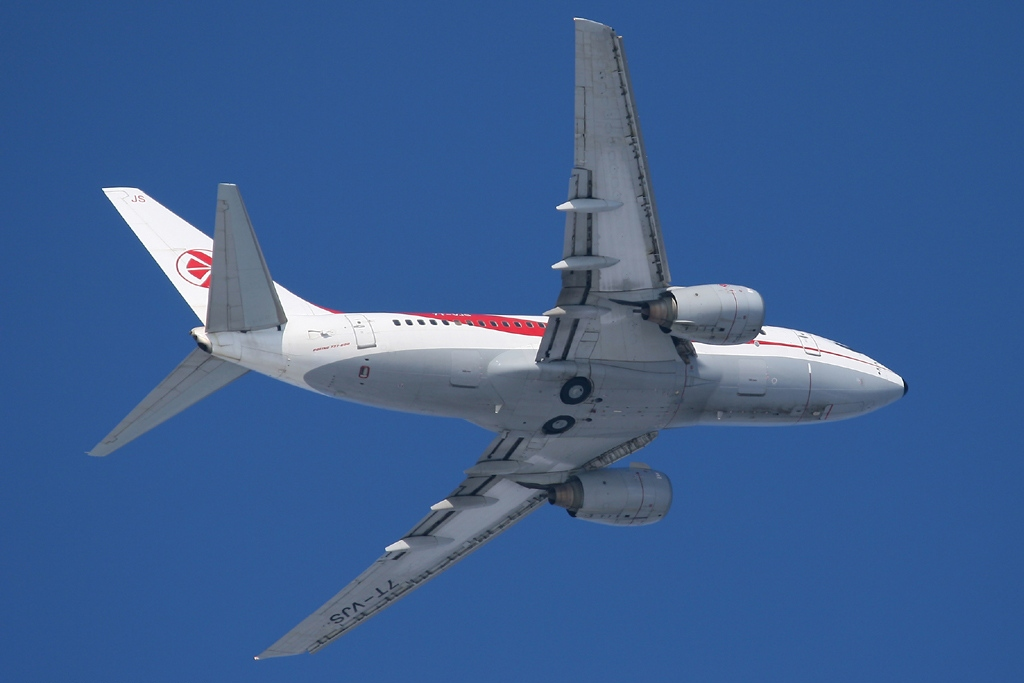
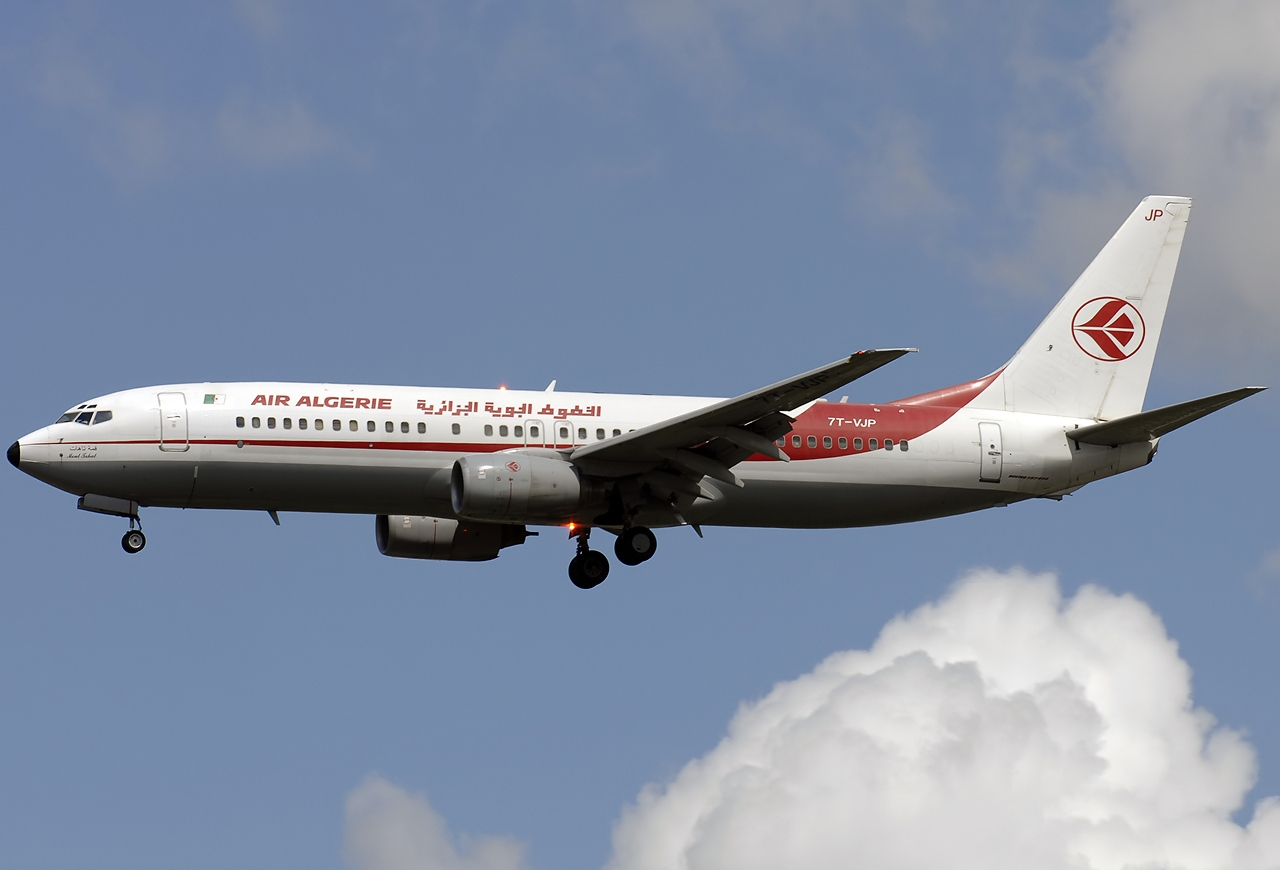
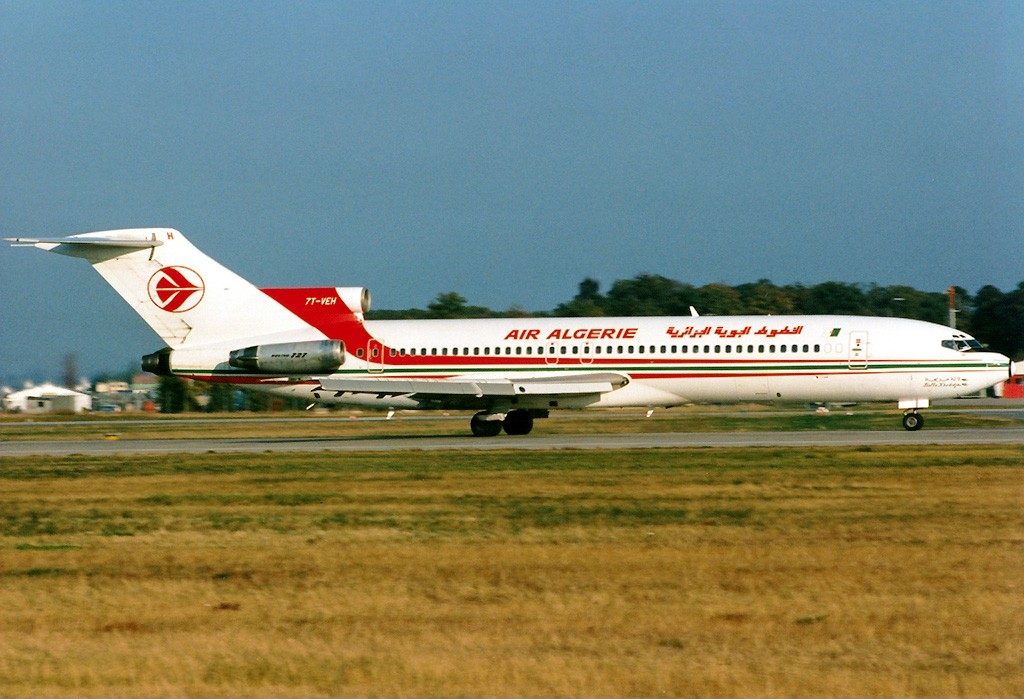
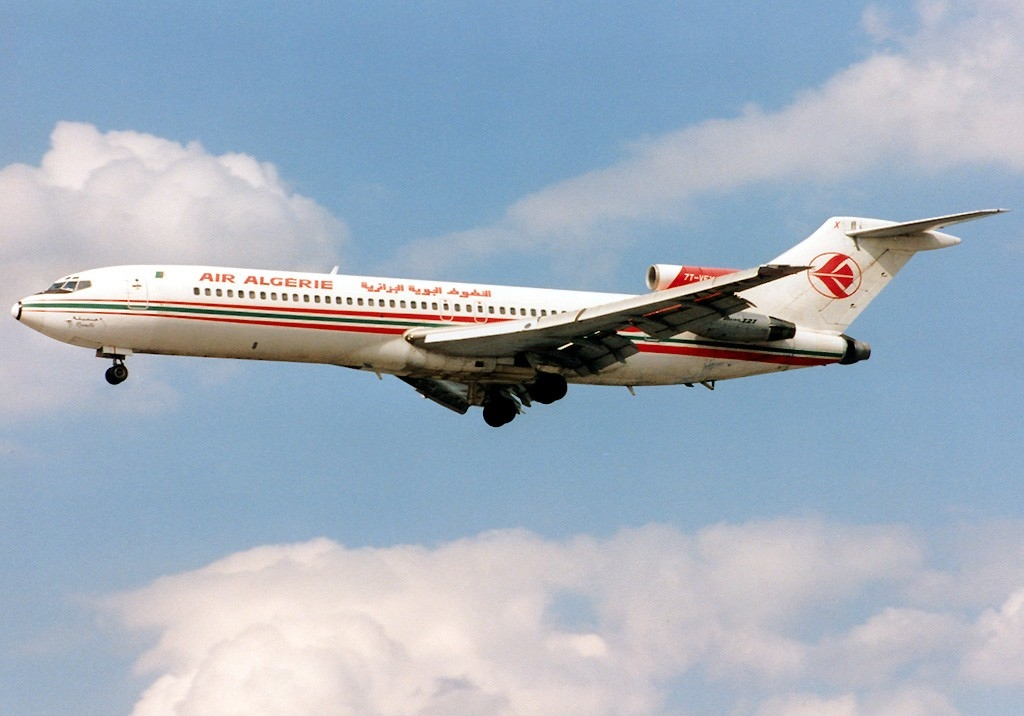
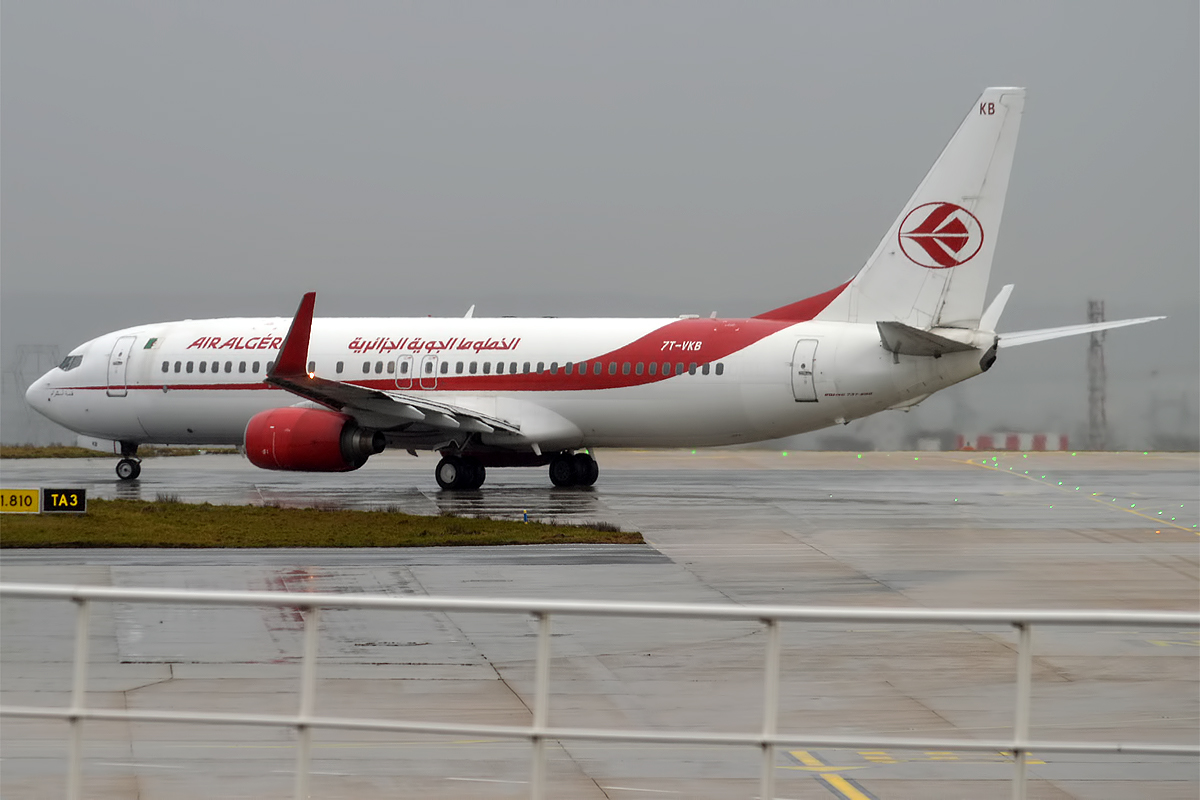
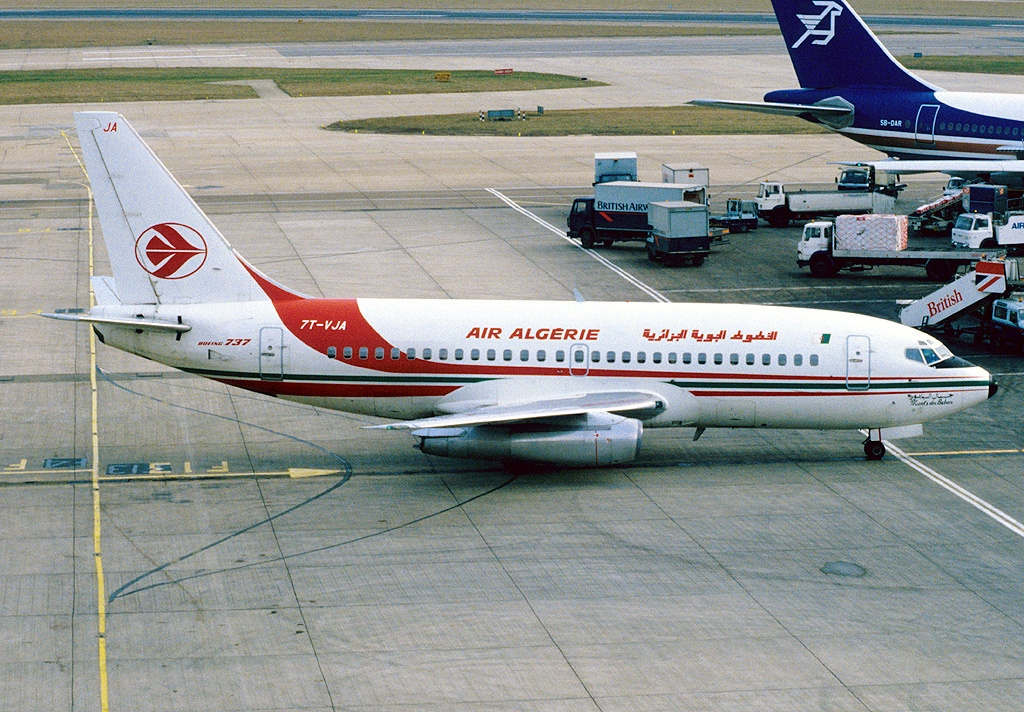
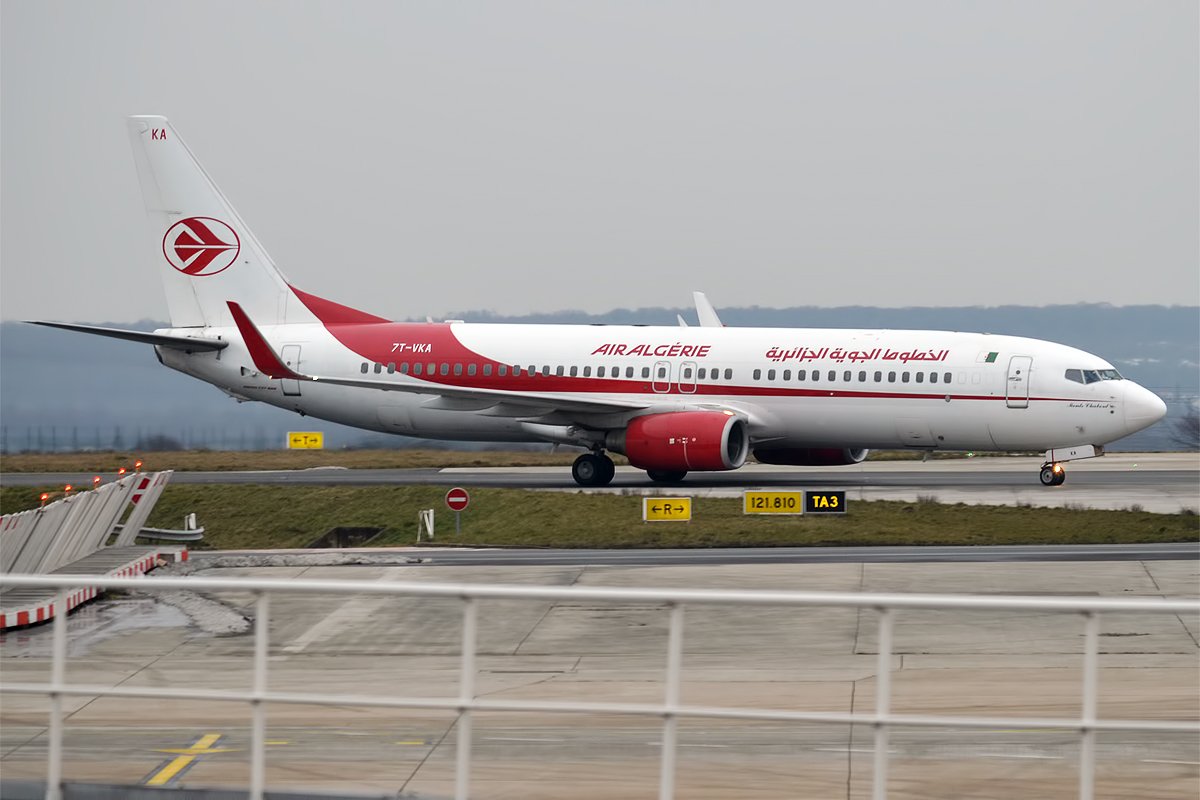
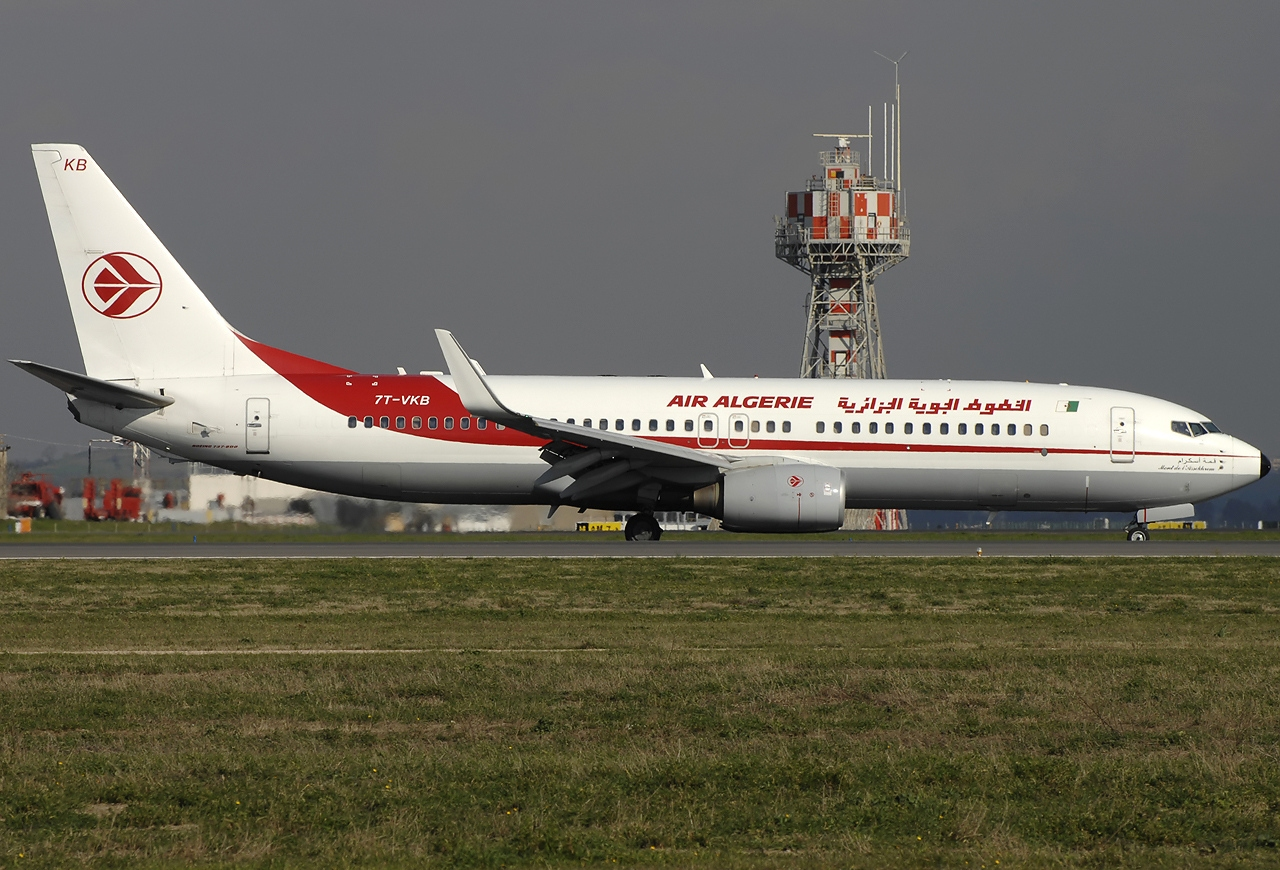

### تحديث الشركة

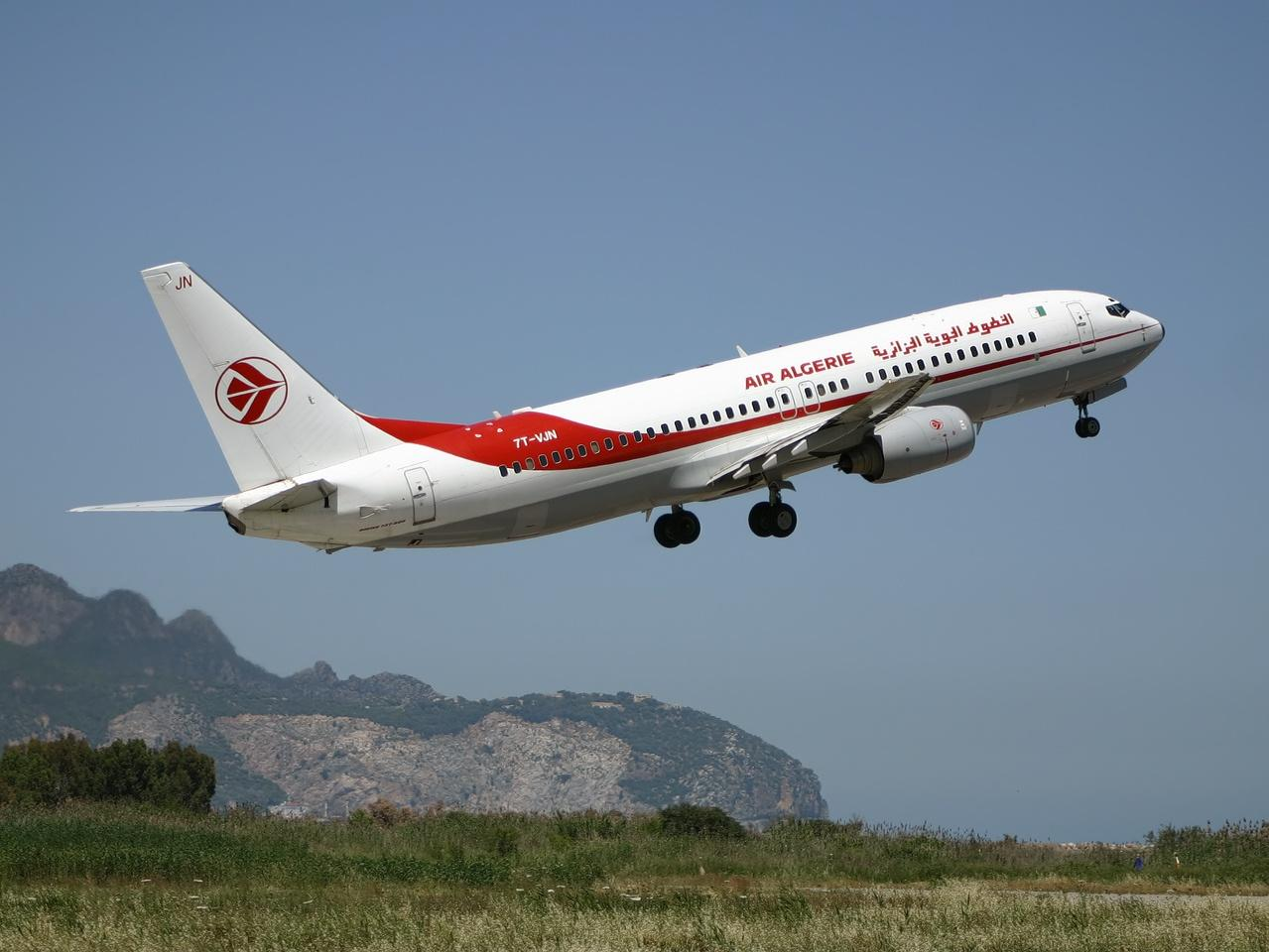
مطار بجاية

الخطوط الجوية الجزائرية أصبحت شركة محدودة في عام 1997، وفي 2006 بلغ رأس مالها 57 مليار دينار جزائري، وفي نوفمبر 2010 أعلنت الشركة عن تخصيص 400 مليون يورو لتحديث الأسطول، كما وقعت شركة الخطوط الجوية الجزائرية على ثلاثة عقود بقيمة 60 مليار دينار مع شركات بوينغ وإيرباص وا.ت.ر لاقتناء 14 طائرة في إطار تعزيز أسطولها ويتعلق الأمر ب 8 طائرات بوينغ 737/800 من الجيل الجديد ذات 150 مقعدا و3 ارباس ا330/200 ذات 250 مقعدا و3 ا.ت.ر 72/600 ذات 70 مقعدا، وأيضاً سوف تستفيد شركة الخطوط الجزائرية بقرض مجمع قيمته 49.206 مليار دينار لشراء 8 طائرات ذات 150 مقعدا و3 طائرات ذات 250 مقعدا و3 طائرات أخرى ذات 70 مقعدا وطائرات أخرى للشحن تسع حمولتها من 13 إلى 20 طنا.

## الأسطول

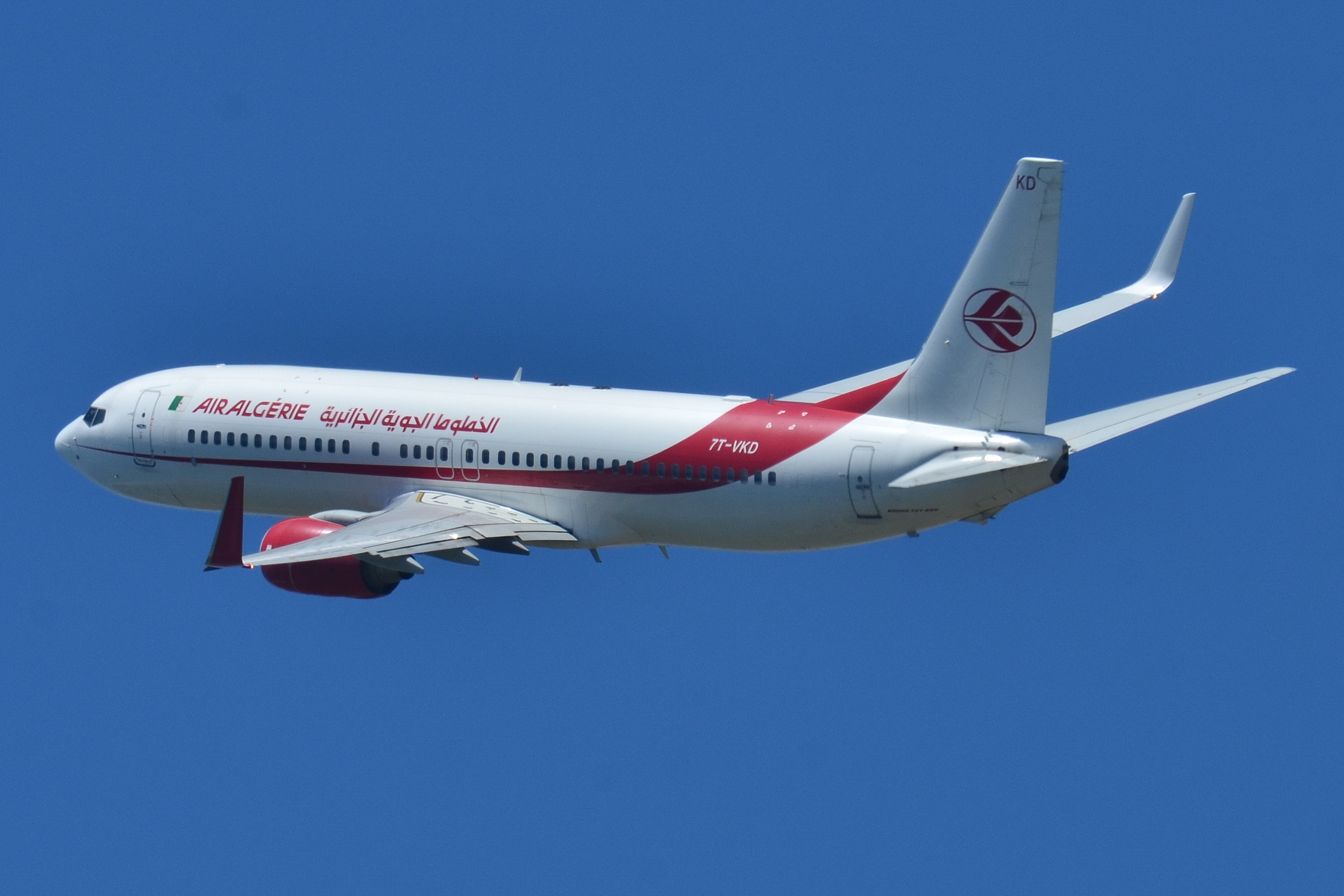
بوينغ 800-737

يتكون أسطول الخطوط الجوية الجزائرية من الطائرات التالية:
| نوع الطائرة        | في الخدمة | الطلبيات | ملاحظات        |
| ------------------ | --------- | -------- | -------------- |
| إيه تي آر 500-72   | 12        |          |                |
| إيه تي آر 600-72   | 3         |          |                |
| إيرباص إيه 330     | 8         |          |                |
| بوينغ 600-737      | 5         |          |                |
| بوينغ 700-737      | 2         |          |                |
| بوينغ 800-737      | 24        |          |                |
| أسطول طائرات الشحن |           |          |                |
| بوينغ 800-737      | 1         |          | الترقيم 7T-VJJ |
| المجموع            | 55        |          |                |

كما قررت الخطوط الجوية الجزائرية اقتناء ست طائرات جديدة بمبلغ ملياري دولار.

## الوجهات

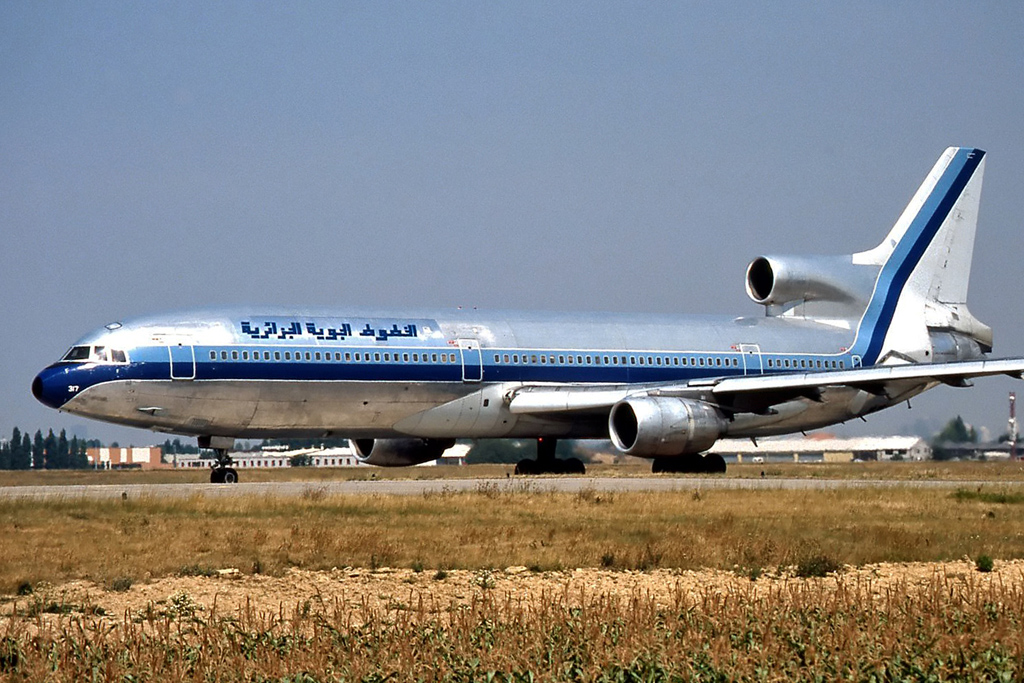
N L1011 Air Algerie

الخطوط الجوية الجزائرية هي الناقل الجوي الرسمي التابع للجمهورية الجزائرية وواحدة من أقدم شركات الطيران الرائدة حول العالم بعمرٍ يتجاوز 72 عام (مُنذ مارس 1947)، وعضو اتحادات النقل الجوي العربي والدولي والإفريقي مُنذ العام 1968.
تنقل الخطوط الجزائرية نحو 6 ملايين راكب سنويًا إلى 75 وِجهة محلية ودولية حول العالم عبر اسطول حديث ومُتطور من الطائرات يصل عدده إلى 56 طائرة بمُتوسط أعمار 11 عام، وتُباشر أعمالها من مبناها الإداري بوسط الجزائر العاصمة كذلك من مطار هواري بومدين الدولي.

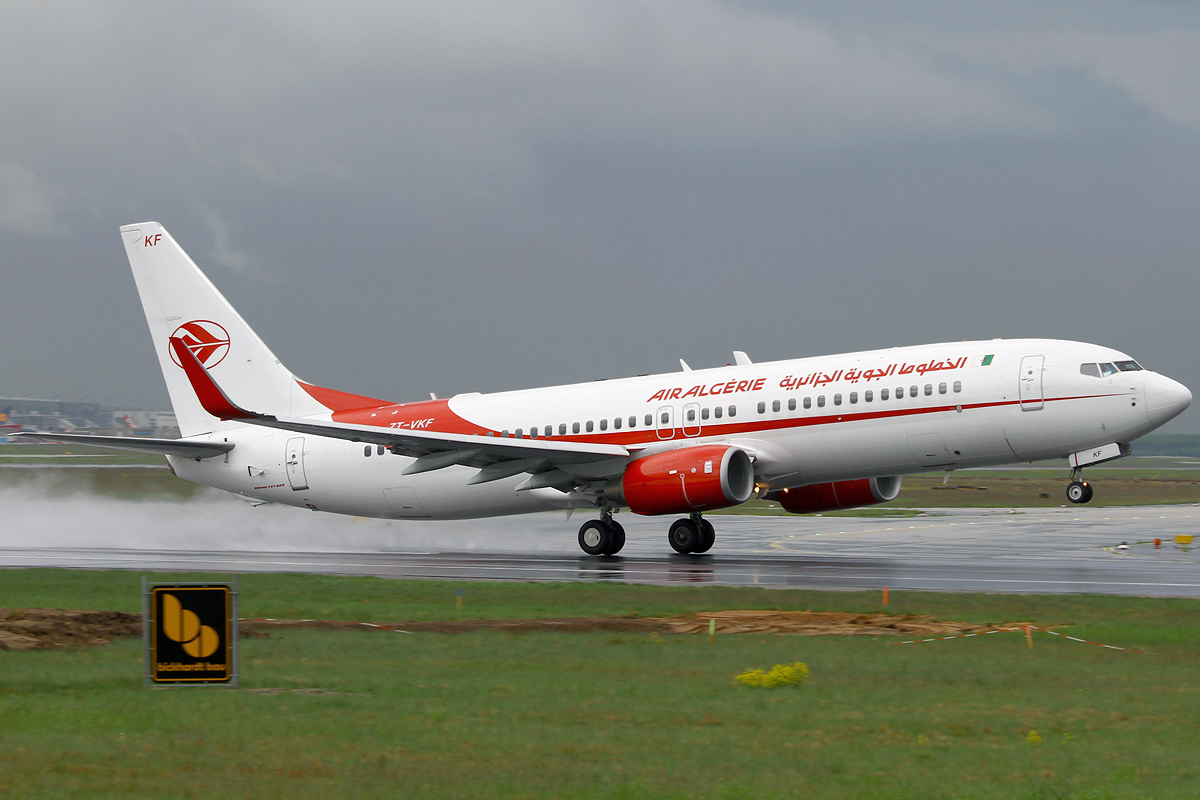
طائرة بوينغ 737-800 7ت

## المميزات
مُميّزات الخطوط الجوية الجزائرية
تتمتع الخطوط الجزائرية بمجموعة من المزايا التي تسعى من خلالها لراحة وإرضاء مُسافريها طوال مدة الرحلة مثل:
- أُسطول حديث ومُتطور من الطائرات يعمل عليه طاقم مُدرّب على أعلى مُستوى ويخضع لصيانةٍ دورية لضمان أمان وراحة العميل.
- مقاعد مُريحة مُزوّدة بوسادة وغطاء للمُساعدة على النوم والاستلقاء والاسترخاء في هدوء.
- خدمة ضيافة عالية المُستوى، حيث يتم تقديم وجبات مُتنوّعة من المطابخ المحلية والعالمية ومشروبات ترحيبية مجانية لمُختلف الدرجات وبما يُلائم الدرجة والوجهة وطول الرحلة.
- برامج ومضامين ترفيهية تُلائم مُختلف الأذواق والأعمار، مع خدمة الفيديو حسب الطلب ومجلة مطبوعة.
- إمكانية التسوّق بدون جمارك وصالات فخمة لاستقبال كبار الزوّار من مُسافريها بالمطارات.
- رعاية خاصة بالمرضى وذوي الاحتياجات الخاصة والأطفال المُسافرين دون مرافق (من سن 5 وحتى 11 عام).
- تقديم مُساعدات طبية في حالة الطوارئ، مع إمكانية شراء مقاعد إضافية.
- سهولة إجراء وإدارة الحجز وتسجيل الوصول على رحلات الخطوط الجوية الجزائرية، مع برنامج مُميّز للمُسافرين الدائمين.

### الخدمات على متن الطائرة
يُوفر الطيران الجزائري خدمات ضيافة على مُستوى عالٍ من الجودة والراحة والإرضاء لعملائه المُسافرين على متن رحلاته وتتمثل في:
- الطعام

تُوّفر الخطوط الجوية الجزائرية لمُسافريها على مُختلف الوجهات والدرجات تشكيلة مُتنوّعة من الأطباق المحلية العربية العالمية المُعدّة من مُُكوناتٍ موسمية طازجة بيد أمهر الطُهاة وباستخدام أساليب عرض وتقديم مُنمّقة، هذا بالإضافة إلى قائمة من المشروبات تُقدّم طوال الرحلة.
وتختلف قائمة الطعام وعدد الوجبات المُقدّمة حسب الوجهة وطول الرحلة، مع إمكانية طلب وجبات خاصة حتى قبل 48 ساعة من موعد الرحلة.
- الترفيه

تُوّفر الخطوط الجوية الجزائرية خدمات الصوت والفيديو حسب الطلب لمُتابعة سلسلة من الأفلام المحلية والعالمية الحديثة والكلاسيكية بعدة لغات، هذا بالإضافة إلى المكتبة الصوتية التي تضم قراءات مُتعددة من القرآن الكريم ومجموعة مُتنوّعة من الأغاني الجزائرية، العربية والفرنسية، مع برامج ومسلسلات تليفزيونية وألعاب فيديو للأطفال، وذلك على متن رحلاتها الطويلة لمُختلف الوجهات ودرجات السفر.
كما يُوّفر الطيران الجزائري كذلك مجلة خدمية مطبوعة على متن رحلاته للتعرف على آخر الأحداث المحلية والعالمية، عناوين الهيئات والفنادق وأهم الأماكن السياحية في الجزائر.
- المرافق

يُوّفر طيران الجزائر مقاعد مُريحة مُزوّدة بمساند للرأس وقابلة للفرد لمزيدٍ من الراحة والاسترخاء، مع شاشات مقعد شخصية وسماعات رأس حديثة لمُتابعة المضامين الترفيهية المُختلفة.
- التسوق

تُوّفر الخطوط الجزائرية للطيران فرصة التسوّق بين تشكيلة مُتنوّعة من المنتجات الفخمة والأنيقة لأشهر الماركات العالمية في مجال التجميل والعطور والتبغ من منطقة السوق الحرة مع إمكانية الدفع بالعملة الأجنبية، كما يُمكنك خلال عملية الشراء الاستمتاع بهدية مجانية قيّمة.

## درجات السفر على طيران الجزائر

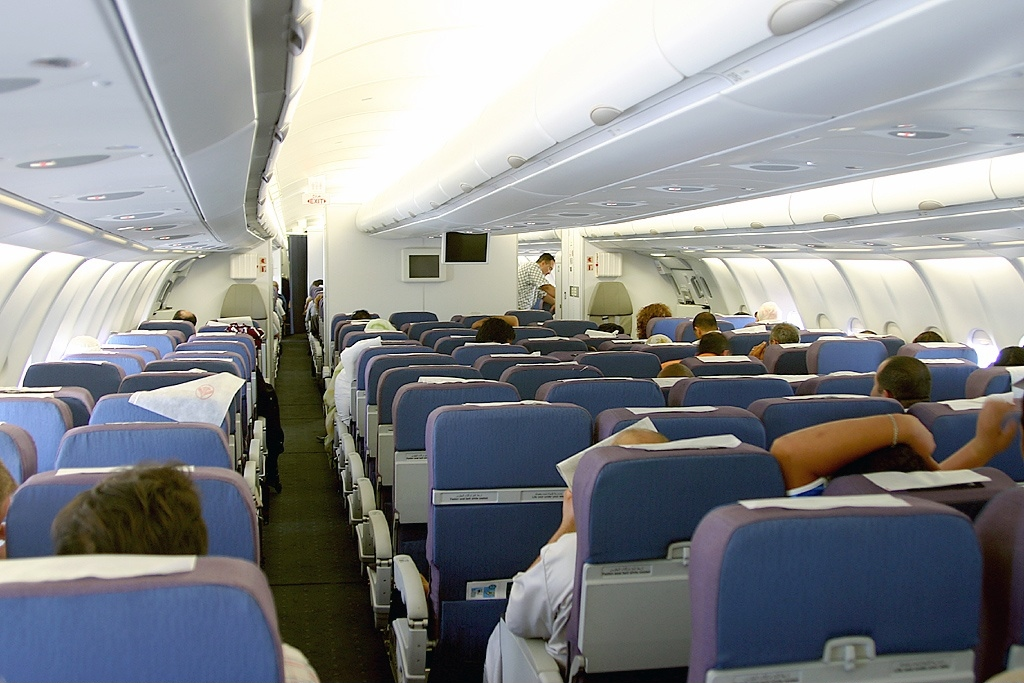
Airbus A330

تُوّفر الخطوط الجوية الجزائرية لمُسافريها 3 درجات للسفر على متن رحلاتها تختلف فيما بينها من حيث ما تُقدّمه من مزايا للركّاب، وهي مثل:
- درجة رجال الأعمال/الدرجة الأولى

وتُوّفر الدرجتين للمُسافرين مزايا مُتشابهة نذكر منها:
- أولوية تسجيل الدخول والوصول بالمطارات، مع قاعة انتظار واستضافة عالية المُستوى تُوّفر مساحات لمُباشرة الأعمال واستخدام الحواسيب وتصفح الإنترنت والصحف المطبوعة.
- قائمة مُتنوّعة من المشروبات المجانية تُقدّم طوال الرحلة.
- تشكيلة مُتنوّعة من الأطباق المحلية والعالمية الشهيّة الطازجة، مع وجبات خاصة لأصحاب الحميات.
- مضامين ترفيهية مُتنوّعة تُناسب مُختلف الأعمار والأذواق وبلغاتٍ عدة تُقدّم من خلال وسائل عرض شخصية حديثة.
- مجلة خاصة تُقدّم على متن الطائرة وتتناول أهم القضايا والأحداث العالمية، مع استعراض أهم المعلومات وبيانات الاتصال بالهيئات والفنادق والأماكن السياحية بالجزائر.

### الدرجة السياحية
وتُوّفر هذه الدرجة لمُسافريها:
- أسعار اقتصادية مُناسبة ومُنافسة لخطوط الطيران الأخرى، مع عروض ترويجية من حينٍ للآخر ولمُختلف الوجهات.
- وجبات مُتنوعة وشهيّة للمُسافرين على رحلات الخطوط الجوية الجزائرية المُتوسطة والطويلة، مع مشروبات مجانية طوال الرحلة وقوائم غذائية لأصحاب الحميات الخاصة.
- إمكانية التسوّق من الأسواق الحرة بعملاتٍ أجنبية مُختلفة لتشكيلة مُتنوّعة من السلع من أرقى الماركات العالمية.

## التذاكر
يُمكنك حجز تذكرتك على متن خطوط الطيران الجزائري من خلال الموقع الإلكتروني الذي يُوّفر لك خدمات حجز المقعد، اختيار الوجبات، تعديل وتغيير البيانات، تغيير مسار الرحلة أو مُتابعة تفاصيلها وإدارة رحلات الترانزيت الخاصة بك، سداد قيمة التذكرة باستخدام بطاقات الائتمان، إدارة حسابك الشخصي على برنامج طيران الجزائر بلس للمُسافرين الدائمين.
كما يُمكنك الحجز بصورة تقليدية من خلال مكاتب الوكلاء التابعين لشركة الخطوط الجزائرية بالمدن والبلدان المُختلفة، والحصول على المعلومات اللازمة عن رحلات الشركة عبر أرقام مركز الاتصال بمقراته في الجزائر وفرنسا وسويسرا.
وتختلف اسعار تذاكر رحلات الخطوط الجوية الجزائرية بالطبع حسب عدة عوامل مثل: الوجهة، درجة السفر، الموسم السياحي، العروض الترويجية، والطلبات الخاصة.

## سياسة الأمتعة
يختلف وزن الأمتعة المسموح بحملها خلال رحلات الطيران على متن الخطوط الجوية الجزائرية حسب بلد الوجهة ودرجة السفر، ولكنها يجب ألا تتجاوز 20 كجم في حال السفر على متن طائرات ATR بمجموع أبعاد 158 سم، وفي حال السفر على متن طرازات أُخرى من الطائرات فلابد من تقسيم الأمتعة التي يُقدّر وزنها بـ 32 كجم على عدة حقائب، مع السماح بحمل أمتعة تُقدّر بـ 10 كجم للرضيع خلال الرحلة ومرافق المساعدة الطبية للمُعاقين مجانًا.
وأما المُتعلقات اليدوية كالحواسيب والكاميرات فلابد أولًا من التعرُّف على الأمتعة المحظور حملها خلال رحلات الخطوط الجزائرية أو التي تتطلب شروط تغليف خاصة كأجهزة وبطاريات هاتف سامسونج نوت 7 على سبيل المثال.
وفي غير ذلك، يُسمح بحمل حقيبة يدوية واحدة للراكب بوزن 10 كم ومجموع أبعاد 115 سم على كبائن الطائرات العادية، ووزن 5 كجم ومجموع أبعاد 90 سم على كبائن الطائرات من طراز ATR.
وفي حال تجاوز حد الأمتعة المجانية المسموح به يتم فرض رسوم إضافية تختلف باختلاف بلد الوجهة وحجم وعدد قطع الأمتعة، أو نقلها في طائرات شحن البضائع خاصةً إن كانت من الأمتعة التي تتطلب إجراءات نقل وتغليف خاصة.
مع العلم أنه قد تختلف الأوزان من حينٍ لآخر وفي تلك الحالة ستقوم الشركة بتوضيح الأوزان المسموح بها للراكب لدرجة سفره أثناء الحجز.

## إجراءات السفر
يُمكنك إنهاء إجراءات السفر على متن الخطوط الجوية الجزائرية عبر خطوتين:
- الأولى: استخدام الحاسب المحمول أو اللوحي أو الهاتف الذكي ومن خلال الاتصال بالإنترنت من أي مكانٍ يُمكن لحاملي التذكرة الإلكترونية تسجيل الوصول وإنهاء إجراءات السفر العالقة ما يُوّفر لهم الكثير من الوقت.
- الثانية: التوجه لمكتب تسجيل الوصول بالمطار قبل 3 ساعات من موعد إقلاع الرحلات القصيرة إلى المتوسطة، 4 ساعات للرحلات الطويلة لتأكيد التسجيل بشكلٍ نهائي والحصول على بطاقة صعود الطائرة.

مع العلم أن مكاتب تسجيل الوصول التابعة للخطوط الجزائرية بالمطارات المُختلفة تُغلق أبوابها ولا تقبل تسجيل أي مُسافر خلال 45 دقيقة الأخيرة من موعد إقلاع الرحلات المحلية، 60 دقيقة من موعد الرحلات الدولية، 90 دقيقة من موعد الرحلات الطويلة.

## برنامج إير بلس (Air Plus)
هو برنامج الولاء الذي تُقدّمه الخطوط الجوية الجزائرية لمُسافريها الدائمين، والذي يُمكّنهم من اكتساب أميال أكثر كلما سافروا على متن رحلاتها يُنفقونها على هيئة رحلات أو مسافات مجانية لوجهاتٍ مُختلفة، مرونة في أوزان الأمتعة، ترقية الدرجة ما يُعني الحصول على عدد أكبر من الأميال حيث يختلف عددها باختلاف درجة وطول مدة السفر.

## مضيفات ومضيفين
أن يتراوح سن ما بين 19 إلى 26 سنة بالنسبة للرجال وما 19 إلى 24 سنة بالنسبة للنساء، الحائزين على شهادة البكالوريا أو شهادة في الدراسات العليا، ضرورة تمتع ببنية جسدية جيدة تتناسب القامة، التي حددتها ما بين 1.60م إلى 1.75م للنساء ومن 1.70م إلى 1.80م للرجال، بإلاضافة إلى الرؤية الجيدة دون حمل نظارات أو عدسات وأيضا إتقان السباحة، إلى جانب التمتع بمستوى جيد في اللغة العربية، الفرنسية، الإنجليزية أو لغة أخرى، عازبات.

## تقييمات العملاء
حصلت خطوط طيران الجزائر على 2.5/5 عبر موقع Tripadvisor لحجز وتقييم رحلات الطيران، وذلك حسب 386 تعليق لأشخاصٍ سبق لهم السفر على متن رحلاتها.

## الجوائز
- الجوية الجزائرية: الثالثة في قائمة الأكثر التزاما بالمواعيد في مطار موسكو[34]

## قسم الصيانة وإصلاح الطائرات

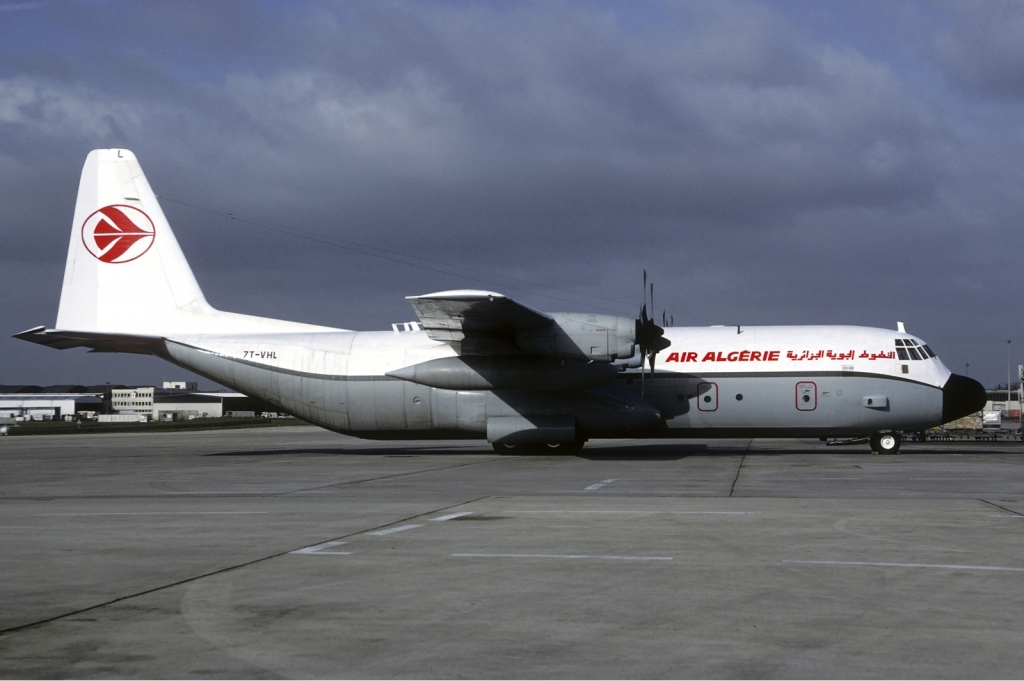
طائرة Hercules لنقل البضائع للخطوط الجوية الجزائرية

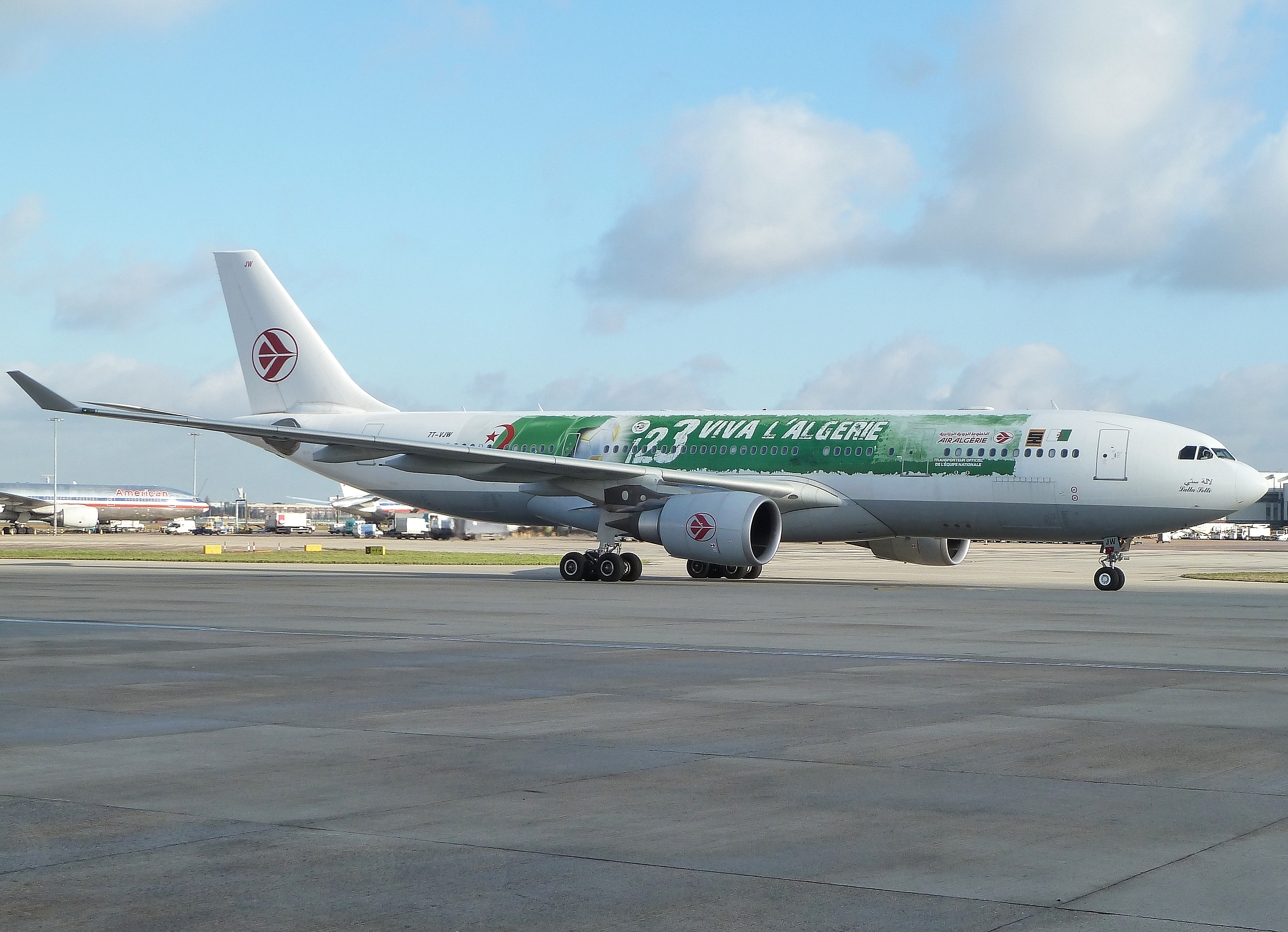
طائرة إيرباص A330-200

حيث سيعمل الفرع بالتنسيق مع شركات أجنبية عبر شراكة مع مصنع طائرات ذي تقنيات عالية، إنشاء هذا الفرع الذي سيسمح لقاعدة صيانة الطائرات بالانفتاح على الخارج لاستقطاب أسواق إقليمية وإفريقية،  أستعداد العديد من شركات الطيران العالمية لمساعدة الفرع الجديد وأن تصبح شريكا له بهدف تطوير نشاط الصيانة الذي حققت فيه الخطوط الجوية الجزائرية تقدما هاما. هذا وتتكفل قاعدة الشركة التي تمتلك إمكانيات ضخمة على غرار باقي الشركات العالمية، مما يسمح للخطوط الجوية الجزائرية أن تكون فاعلا مهما على المستوى الإقليمي، بصيانة جميع أسطولها المتكون من 50 طائرة، إضافة إلى طائرات طيران الطاسيلي وإير إكسبريس (نقل النفط) والحماية المدنية، وتضمن سنويا صيانة 250 ورشة لطائرات الشركة الوطنية وحوالي 20 ورشة لهذه المؤسسات والشركاتب 1.250 عاملا. وأن هناك آفاقا جديدة لتطوير الشركة مع فتح مراكز الصيانة وتصليح طائرات الشركات الأجنبية. وإنشاء فرع الصيانة هذا سيكون مرفوقا بعقد اتفاق شراكة مع مصنع طائرات يمتلك التكنولوجيا وأسواق لاقتراحها للشركة الوطنية، في حين أن المصنع يمتلك التكنولوجيا. من خلال هذا التعاون المربح للطرفين سيضمن المصنع تكوين العمال وسيقترح لاحقا للشركة بعض الأسواق".
وتمتلك القاعدة الحائزة على رخصة مديرية الطيران المدني والاتحاد الأوروبي حظيرة هامة بقدرة استيعاب 12 طائرة، وموقع إصلاح المحركات، وموقع تجربة المحركات المصلحة وورشات موجهة خصوصا لتصليح العتاد الإلكتروني، أن الجوية الجزائرية من بين الشركات النادرة التي تتكفل بعمليات الصيانة وحدها.

## الحوادث
- في 11 أبريل 1967 تحطمت طائرة دوغلاس دي سي-4 المسجلة تحت رقم (7T-VHU) والتي انطلقت من مطار هواري بومدين الدولي والمتجهة إلى مطار أقنار - حاج باي أخاموك. الطائرة تحطمت عند إقترابها من المطار، مات كل من الطاقم المتكون من 6 أشخاص والكل المسافرين البالغ عددهم 33 شخص.
- في 24 جانفي 1979 تحطمت طائرة أيروسباسيال أن 262 المسجلة تحت رقم (7T-VSU) بمسافة 15 كلم قبل وصولها إلى مطار مطار بشار - بودغن بن علي لطفي، حيث لقى 14 مسافر حتفهم من أصل 20 مسافر، أعضاء الطاقم المتكون من ثلاثة أشخاص الذين نجوا من الحادث كانوا هم الملامون في الحادث بتسببهم في تعطيل مقياس الارتفاع.
- رحلة الخطوط الجوية الجزائرية 702P: تتحطم في 21 ديسمبر 1994، طائرة الشحن البوينغ 737-200 سقطت على بعد قالب:وحدة1.7 من مطار كوفنتري باقنتون (CVT) المملكة المتحدة، بسبب اصطدام الطائرة بعمود كهربائي نتيجة قلة الرؤية ومقتل 5 من الطاقم.
- رحلة الخطوط الجوية الجزائرية 6289: تتحطم في 6 مارس 2003 بسبب عطل في المحركات ثوان قليلة بعد الإقلاع من المدينة الجزائرية الجنوبية تمنراست في رحلة عادية تربطها بالجزائر العاصمة. ومقتل 97 من الركاب و6 من الطاقم وناج وحيد.
- في 13 أوت 2006 تحطمت طائرة لوكهيد إل-100 هيركوليز الرحلة رقم (2208) المسجلة تحت رقم (7T-VHG) بالقرب من بياتشنزا، إيطاليا، الحادث تسبب في مقتل كل الطاقم المتكون من 3 أشخاص.

الطائرة القادمة من مطار هواري بومدين الدولي والمتجهة إلى مطار فرانكفورت عانت من عطل في طيار آلي مما أدى إلى فقدان السيطرة على الطائرة.
•
الخطوط الجوية الجزائرية الرحلة 5017 كانت رحلة ركاب دولية، بواسطة طائرة من نوع ماكدونل دوغلاس إم دي-83 تحطمت يوم 24 يوليو 2014، بالقرب من مدينة غوسي في مالي، وذلك بعد 50 دقيقة على إقلاعها ممطار نغاداغود ب بوركينا فاسو في طريقها إلى الجزائر. وقد أدى الحادث إلى مقتل جميع ركاب الطائرة والبالغ عددهم 116 راكبا، بما فيهم طاقم الطائرة.

## وصلات خارجية
- -الموقع الرسمي للخطوط الجوية الجزائرية (بالفرنسية)/(بالإنجليزية)

1. ↑  الموافقة على تدعيم أسطول الخطوط الجوية الجزائرية بست طائرات جديدة نسخة محفوظة 2020-04-05 على موقع واي باك مشين.
2. ↑  الجوية الجزائرية تطلق تخفيضات على الرّحلات الدّولية نسخة محفوظة 2020-04-05 على موقع واي باك مشين.
3. ↑  "Our Branches." Air Algérie. Retrieved on 10 February 2011. English: "HeadQuarters Address AIR ALGÉRIE 1, PLACE MAURICE AUDIN ALGER- ALGÉRIE" French: "Direction Générale SIÉGE social AIR ALGÉRIE 1, PLACE MAURICE AUDIN ALGER- ALGÉRIE" نسخة محفوظة 10 سبتمبر 2016 على موقع واي باك مشين.
4. ↑  "World Airline Directory." Flight International. 30 March 1985. 33." Retrieved on 17 June 2009. "Head Office: 1 Place Maurice Audin, Immeuble El-Djazair, Algiers, Algeria." نسخة محفوظة 10 أكتوبر 2017 على موقع واي باك مشين.
5. ↑  "Current Airline Members". International Air Transport Association. مؤرشف من الأصل في 2019-04-25. اطلع عليه بتاريخ 2013-01-15.
6. ↑  Moores، Victoria (26 نوفمبر 2010). "EgyptAir chief to push AFRAA-AACO co-operation". أديس أبابا: فلايت قلوبل. مؤرشف من الأصل في 2013-01-17. اطلع عليه بتاريخ 2013-01-17.
7. ↑  "AFRAA Current Members". African Airlines Association. مؤرشف من الأصل في 2018-10-23. اطلع عليه بتاريخ 2013-01-15.
8. ↑  "Air Algerie Eyeing African Tie-Ups - CEO". Airwise News. رويترز. 29 أبريل 2008. مؤرشف من الأصل في 2013-01-13. اطلع عليه بتاريخ 2013-01-13.
9. ↑  Saidoun، Nabila (1 يوليو 2012). "Le PD-G Mohamed-Salah boultif vise le leadership du marché international". Liberte-algerie.com. مؤرشف من الأصل في 2014-06-25. اطلع عليه بتاريخ 2013-10-09.
10. ↑  Le Figaro– Air Algerie to join SkyTeam[وصلة مكسورة] نسخة محفوظة 2020-04-05 على موقع واي باك مشين.
11. ↑  "تقرير سنة 2019 - إتحاد شركات الطيران الإفريقية AFRAA" (PDF). مؤرشف من الأصل (PDF) في 2019-12-28.
12. ↑  "Air commerce – Il-18s for Air Algerie?". الطيران الدولي. ج. 85 ع. 2878: 747. 7 مايو 1964. مؤرشف من الأصل في 2013-08-24. It is reported that Air Algerie has acquired two Il-18s for its Algiers-Moscow service.
13. ↑  "World airlines 1970 – Air Algérie (Compagnie Générale de Transports Aériens)". الطيران الدولي. ج. 97 ع. 3185: 467. 26 مارس 1970. مؤرشف من الأصل في 2013-08-24.
14. ↑  "Third-level airlines – Société de Travail Aérien (STA)". الطيران الدولي: 267. 13 فبراير 1975. مؤرشف من الأصل في 2013-01-17. اطلع عليه بتاريخ 2013-01-17.
15. ↑  "Third-level airlines – Société de Travail Aérien (STA)". الطيران الدولي: 213. 14 فبراير 1974. مؤرشف من الأصل في 2013-01-17. اطلع عليه بتاريخ 2013-01-17.
16. ↑  "Air transport". الطيران الدولي. ج. 102 ع. 3311: 267. 24 أغسطس 1972. مؤرشف من الأصل في 2013-08-24. Air Algerie has ordered three F.27-400 freighters for Hfl 21 million (£2.5 million).
17. ↑  "World news – Two Algerian 737s". الطيران الدولي. ج. 102 ع. 3315: 383. 21 سبتمبر 1972. مؤرشف من الأصل في 2013-08-24. Air Algerie has ordered two more Advanced Boeing 737s —its third and fourth— for delivery in May and November next year. The first of these will be a -200C convertible model; the other, a passenger model. Air Algerie will take delivery of its second 737 next month.
18. ↑  "World airline survey – Air Algerie (Compagnie Nationale de Transport Aerien)". الطيران الدولي: 433. 22 مارس 1973. مؤرشف من الأصل في 2013-01-18.
19. ↑  "Airliner market". الطيران الدولي. ج. 116 ع. 3686: 1551. 10 نوفمبر 1979. مؤرشف من الأصل في 2013-08-30. Air Algerie has ordered four Boeing 727s for delivery in March 1980 and March 1981, at a total cost of $62 million.
20. ↑  "Air Algérie (Société Nationale de Transport et de Travail Aérien)". الطيران الدولي: 271. 26 يوليو 1980. مؤرشف من الأصل في 2013-01-18. اطلع عليه بتاريخ 2013-01-18.
21. ↑  "Airliner market". الطيران الدولي: 211. 24 يناير 1981. مؤرشف من الأصل في 2013-01-18. اطلع عليه بتاريخ 2013-01-18.
22. ↑  "World news". الطيران الدولي. ج. 119 ع. 3764: 1992. 27 يونيو 1981. مؤرشف من الأصل في 2013-09-14. This first (of three) Air Algerie Lockheed L-100-30s is due to be delivered this month.
23. ↑  "Airliner market". الطيران الدولي: 1541. 21 نوفمبر 1981. مؤرشف من الأصل في 2013-01-18. اطلع عليه بتاريخ 2013-01-18.
24. ↑  "Marketplace". الطيران الدولي: 982. 15 أكتوبر 1983. مؤرشف من الأصل في 2013-01-18. اطلع عليه بتاريخ 2013-01-18.
25. ↑  "Air Algerie chooses A310". الطيران الدولي: 1532. 16 يونيو 1984. مؤرشف من الأصل في 2013-01-18. اطلع عليه بتاريخ 2013-01-18.
26. ↑  "World airline directory – Inter Air Services". الطيران الدولي. ج. 127 ع. 3953: 86. 30 مارس 1985. ISSN:0015-3710. مؤرشف من الأصل في 2013-09-13.
27. ↑  "World airline directory – Air Algérie (Société Nationale de Transport et de Travail Aérien)". الطيران الدولي. ج. 127 ع. 3953: 33. 30 مارس 1985. ISSN:0015-3710. مؤرشف من الأصل في 2013-09-13.
28. ↑  "Orderbook – Algerian Boeings". الطيران الدولي. ج. 135 ع. 4164. 13 مايو 1989. مؤرشف من الأصل في 2013-09-14. Air Algerie has ordered three Boeing 767-300s for delivery in 1990, in a deal worth around $264 million.
29. ↑  Echikr, Amine (5 Jun 2005). "Algérie: Air Algérie se restructure" [Algérie: Air Algérie restructuration] (بالفرنسية). AllAfrica.com. La Tribune. Archived from the original on 2013-01-17.
30. ↑  "SONATRACH rachète les parts de AIR ALGERIE dans la compagnie aérienne TASSILI". Europétrole. 2 مايو 2005. مؤرشف من الأصل في 2013-01-17.
31. ↑  "Air Algérie : 400 millions d'euros pour renouveler sa flotte en 2011" [Air Algérie: 400 million euros to renew the fleet in 2011] (بالفرنسية). El-annabi.com. 14 Nov 2010. Archived from the original on 2013-01-17. Retrieved 2013-01-17.
32. ↑  "أسطول الخطوط الجوية الجزائرية". مؤرشف من الأصل في 2019-04-04.
33. ↑  الجوية الجزائرية تتدعم بـ 6 طائرات جديدة نسخة محفوظة 5 سبتمبر 2019 على موقع واي باك مشين.
34. ↑  الجوية الجزائرية :الثالثة في قائمة الأكثر التزاما بالمواعيد في مطار موسكو نسخة محفوظة 27 أبريل 2020 على موقع واي باك مشين.
35. ↑  تحويل الجوية الجزائرية إلى مجمّع.. سحب 3 طائرات مهترئة وتجديد الأسطول! نسخة محفوظة 16 نوفمبر 2017 على موقع واي باك مشين.